# Frauennerfling

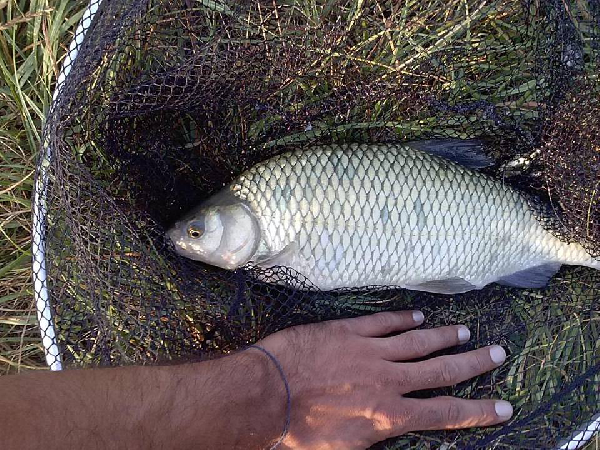
Frauennerfling

Der Frauennerfling (Rutilus pigus) oder auch Pigo ist ein europäischer Karpfenfisch. Er ist ohne wirtschaftliche Bedeutung, jedoch sind seine Bestände wegen Gewässerverschmutzung und wasserbaulichen Maßnahmen stark rückläufig.

## Verbreitung und Lebensraum
Die Nominatform Rutilus pigus pigus ist in Norditalien und im Kanton Tessin in Fließgewässern und den südlichen Voralpenseen zu Hause. Bevorzugt hält sie sich in größerer Tiefe auf und sucht Flachwasserbereiche in Ufernähe nur zur Laichzeit auf.
Die Unterart Rutilus pigus virgo (Heckel, 1852) kommt ausschließlich in der oberen und mittleren Donau und ihren größeren Nebenflüssen vor. Der strömungsliebende Fisch lebt hier vorwiegend in den tiefen Bereichen der Flussbetten. Die strömungsarmen Uferzonen werden nur zur Laichzeit an geschützten und dicht bewachsenen Stellen aufgesucht.

## Merkmale
Der langgestreckte Körper des Frauennerflings ist seitlich abgeflacht. Mit zunehmendem Alter wird er besonders in der vorderen Rumpfhälfte ziemlich hochrückig. Der Fisch erreicht eine durchschnittliche Länge von 20 bis 30 Zentimetern, die maximale Größe liegt bei 40 bis 50 Zentimetern. Der Kopf ist im Verhältnis zur Gesamtgröße auffällig klein. Die Mundspalte ist leicht unterständig und die Kopfspitze stumpf und etwas verdickt.
Der mit großen Schuppen bedeckte Körper ist recht blass gefärbt und zeigt einen leichten blaugrünen Schimmer. Die After- und Bauchflossen sind von rötlicher Farbe. Zur Laichzeit schillern die Männchen abhängig vom Lichteinfall in einem breiten Farbspektrum und tragen Laichausschlag auf dem gesamten Körper.
Anzahl der Flossenstrahlen:
- Dorsale 12–15
- Anale 13–15
- Pectorale 17–18
- Ventrale 10–11
- Caudale 19

## Lebensweise
Der bodennah lebende Frauennerfling ernährt sich von Kleinlebewesen, die er vom Gewässergrund sammelt. In der Laichzeit von April bis Mai verlässt er  die tiefen Gewässerbereiche um sich im ufernahen Flachwasser zu paaren. In den geschützten und höchstens schwach strömenden Uferzonen legt ein Weibchen bis zu 60.000 klebrige Eier ab, die an Steinen und Pflanzenmaterial haften bleiben. Nach dem Schlupf verbleiben die Jungfische noch einige Zeit im Uferbereich. Nach zwei bis drei Jahren erreicht der Nachwuchs die Geschlechtsreife. Die maximale Lebenserwartung des Frauennerflings liegt bei etwa fünfzehn Jahren.

## Status
Der Frauennerfling ist in den Anhängen II und V der Fauna-Flora-Habitat-Richtlinie gelistet.
In Baden-Württemberg und Bayern ist der Fisch ganzjährig geschützt,. Da die Gründe für das Verschwinden des Frauennerflings aber weniger in der Befischung als in der Verschmutzung seiner Heimatgewässer und vor allem im Gewässerverbau liegen, ist die Art nicht allein durch Fangverbote zu erhalten. Langfristig sind dafür die Wiederherstellung naturnaher Gewässerabschnitte und die Wiederanbindung von Altgewässern erforderlich.
In der Roten Liste Österreich ist er als stark gefährdet, in der Roten Liste Kärnten als vom Aussterben bedroht gelistet. Anfang März 2024 erreichte der Frauennerfling ungewohnte Beachtung in der deutschsprachigen Presse, als bekannt wurde, dass am 27. Februar 2024 in einer ORF-Kochsendung ein Frauennerfling verkocht wurde.